# Treglio
Treglio ist eine italienische Gemeinde (comune) mit 1711 Einwohnern (Stand 31. Dezember 2023) in der Provinz Chieti in den Abruzzen. Die Gemeinde liegt etwa 23 Kilometer ostsüdöstlich von Chieti.

## Weinbau
In der Gemeinde werden Reben der Sorte Montepulciano für den DOC-Wein Montepulciano d’Abruzzo angebaut.

## Verkehr
Durch die Gemeinde führen die Autostrada A14 von Bologna nach Süditalien sowie die Strada Statale 84 Frentana von Roccaraso nach Altino.